# Анна Ерика фон Валдек
Анна Ерика фон Валдек-Айзенберг (на немски: Anna Erika von Waldeck-Eisenberg; * 17 септември 1551 в Корбах, † 15 октомври 1611 в дворец Аролзен) е от 1589 до 1611 г. абатиса на манастир Гандерсхайм.
Тя е втората дъщеря на граф Волрад II фон Валдек-Айзенберг (1509 – 1575) и съпругата му Анастасия Гюнтера фон Шварцбург-Бланкенбург (* 31 март 1528, † 1 април 1570), дъщеря на Хайнрих XXXII фон Шварцбург-Бланкенбург (1498 – 1538) и графиня Катарина фон Хенеберг-Шлойзинген (1508 – 1567).
Най-голямата ѝ сестра Катарина (* 20 септември 1547, † 8 юли 1613) е 1591 г. абатиса на манастир Шаакен. Нейният брат е граф Йосиас († 1588). Тя произлиза от протестантската фамилия Дом Валдек.
На 23 юни 1575 г. Анна Ерика става канониска в Гандерсхайм и на 30 септември 1577 г. е избрана за деканка станалия протестантско-лутерански имперски манастир Гандерсхайм през 1568 г. по настояването на херцог Юулиус фон Брауншвайг-Волфенбютел. На 23 април 1589 г. тя е избрана за абатиса. Така тя е първата протестантска абатиса след 36 католически предшественички. На 14 декември 1590 г. е призната за имперска княгиня от император Рудолф II. Тя трябва да се подчинява на новия херцог Хайнрих Юлий фон Брауншвайг-Волфенбютел.
На 17 май 1597 г. пожар унищожава североизточната част на град Гандерсхайм и абатството. Херцог Хайнрих Юлий фон Брауншвайг-Волфенбютел дава на абатството своя херцогски дворец Вилхелмсбург за ново жилище и изпраща строителя си Паул Франке († 1615) и подарява строителен материал. Анна Ерика построява през 1598 – 1600 г. новото красивото ренесансово абатство близо до манастирската църква.
Анна Ерика има също служба като канониска в абатството Херфорд и на 14 октомври 1607 г. е избрана за новата деканка.
На 11 август 1611 г. Анна Ерика пътува до родината си Валдек и умира на 15 октомври 1611 г. в дворец Аролзен на 60 години и е погребана в Менгерингхаузен, част от Аролзен.